# Papirus Oxyrhynchus 846

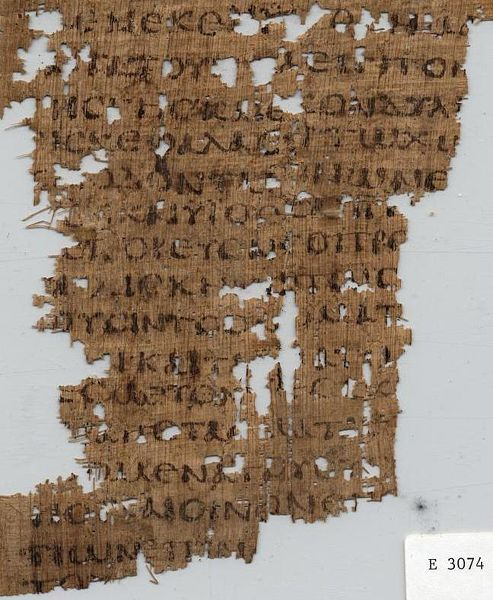
Papirus Oxyrhynchus 846

Papirus Oxyrhynchus 846, oznaczany skrótem P.Oxy.VI 0846 – fragment greckiego rękopisu Septuaginty spisany na papirusie, w formie kodeksu. Jest jednym z rękopisów odkrytych w Oksyrynchos, został skatalogowany pod numerem 846. Paleograficznie datowany jest na VI wiek n.e. Zawiera fragment 2 rozdziału Księgi Amosa (2:6-12). Jest oznaczany numerem 906 na liście rękopisów Septuaginty według klasyfikacji Alfreda Rahlfsa.
Fragment ten został opublikowany w 1908 roku przez Bernarda P. Grenfella i Artura S. Hunta w The Oxyrhynchus Papyri, część VI.
Obecnie rękopis przechowywany jest w The University Museum, Uniwersytetu Pensylwanii (E 3074).